# Hélène Joy
Hélène Joy – australijsko-kanadyjska aktorka telewizyjna, teatralna i filmowa, najbardziej znana z ról w serialach Durham County i Detektyw Murdoch.

## Filmografia

### Seriale TV
- 2007–2010: Durham County
- 2008–2020: Detektyw Murdoch (Murdoch Mysteries) jako Dr. Julia Ogden